# Мартино, Эжен
Эжен Жульен Мартино (нидерл. Eugène Julien Martineau; род. 14 мая 1980, Херлен, Лимбург) — нидерландский легкоатлет, специалист по многоборьям. Выступал за сборную Нидерландов по лёгкой атлетике в 2001—2009 годах, победитель и призёр первенств национального значения, участник двух летних Олимпийских игр.

## Биография
Эжен Мартино родился 14 мая 1980 года в городе Херлен провинции Лимбург. Имеет арубанские корни.
Впервые заявил о себе в лёгкой атлетике на международном уровне в сезоне 2001 года, когда вошёл в состав нидерландской национальной сборной и выступил на домашнем молодёжном европейском первенстве в Амстердаме, где в программе десятиборья стал восьмым.
В 2002 году на чемпионате Европы в Мюнхене снялся после первого соревновательного дня.
В 2003 году впервые выиграл чемпионат Нидерландов в десятиборье.
В 2004 году закрыл десятку сильнейших на международных соревнованиях Hypo-Meeting в Австрии и благодаря череде удачных выступлений удостоился права защищать честь страны на летних Олимпийских играх в Афинах. На Играх, однако, провалил все попытки в толкании ядра и с результатом в 7185 очков занял в десятиборье лишь 29 место.
В 2005 году в семиборье был восьмым на чемпионате Европы в помещении в Мадриде, тогда как в десятиборье стал шестым на Hypo-Meeting. Стартовал и на чемпионате мира в Хельсинки, но без результата досрочно завершил здесь выступление после неудачи на этапе прыжков с шестом.
На чемпионате Европы 2006 года в Гётеборге занял 11-е место в десятиборье.
В 2007 году выступил в семиборье на чемпионате Европы в помещении в Бирмингеме и в десятиборье на чемпионате мира в Осаке.
Находясь в числе лидеров легкоатлетической команды Нидерландов, благополучно прошёл отбор на Олимпийские игры 2008 года в Пекине — набрал в сумме всех дисциплин десятиборья 8055 очков, расположившись в итоговом протоколе соревнований на 14-й строке (впоследствии в связи с дисквалификацией россиянина Александра Погорелова поднялся до 13-й позиции).
После пекинской Олимпиады Мартино ещё в течение некоторого времени оставался в составе нидерландской национальной сборной и продолжал принимать участие в крупнейших международных стартах. Так, в 2009 году он стал девятым в семиборье на чемпионате Европы в помещении в Турине, в десятиборье показал девятый результат на Hypo-Meeting, занял 19-е место на чемпионате мира в Берлине.